# Никитин, Александр Алексеевич (актёр)
Александр Алексеевич Никитин (24 августа 1908 — 1984, Ростов-на-Дону) — советский театральный режиссёр и актёр, народный артист РСФСР.

## Биография

Памятная доска в Ростове-на-Дону

Александр Алексеевич Никитин родился 24 августа 1908 года.
Творческую деятельность начал в Ростовском театре драмы в 1927 году. В 1930—1934 годах учился в Московских государственных экспериментальных мастерских и одновременно работал в Театре им. Вс. Мейерхольда. С 1935 года был актёром театров Краснодара, Баку, Новосибирска и других городов. В 1938—1940 годах играл в Московском театре транспорта. 
С 1944 года служил в Ростовском театре драмы. В 1954—1958 был главным режиссёром театра.
Умер в 1984 году в Ростове-на-Дону.

## Память
- Мемориальная доска установлена в 2013 году на доме № 44 по Советской улице в Ростове-на-Дону, где Александр Алексеевич Никитин жил в 1940—1954 годы[1].

## Награды и премии
- Заслуженный артист РСФСР (1950).
- Народный артист РСФСР (1957).

## Работы в театре

### Актёр
- «Ромео и Джульетта» У. Шекспира — Ромео
- «Без вины виноватые» А. Н. Островского — Незнамов
- «Бесприданница» А. Н. Островского — Паратов
- «Женитьба Фигаро» Бомарше — граф Альмавива
- «За тех, кто в море!» Б. Лавренёва — Максимов
- «Гамлет» У. Шекспира — Гамлет
- «На дне» М. Горький — Пепел
- «Дачники» М. Горького — Цыганов
- «Маскарад» М. Ю. Лермонтова — Арбенин
- «Платон Кречет» А. Е. Корнейчука — Платон Кречет
- «Любовь Яровая» К. А. Тренёва — Яровой
- «Разбойники» Н. Ф. Погодина — Карл

### Режиссёр-постановщик
- «Севильский цирюльник» П. Бомарше
- 1940 — «Кремлёвские куранты» Н. Ф. Погодина
- «В добрый час» В. С. Розова
- 1940 — «Без вины виноватые» А. Н. Островского
- 1961 — «Волки и овцы» А. Н. Островского